# Gravenhurst (Kanada)
Gravenhurst – miejscowość (ang. town) w Kanadzie, w prowincji Ontario, w dystrykcie Muskoka.
Powierzchnia Gravenhurst to 517,94 km². Według danych spisu powszechnego z roku 2001 Gravenhurst liczy 10 899 mieszkańców (21,04 os./km²).